# 1291
- рік темного металевого зайця за Шістдесятирічним циклом китайського календаря.

Високе Середньовіччя •  Реконкіста •  Ганза •  Монгольська імперія

## Геополітична ситуація
Андронік II Палеолог є імператором Візантійської імперії (до 1328 року). Рудольф I, король Німеччини, помер. У Франції править Філіпп IV Вродливий (до 1314 року).
Апеннінський півострів розділений: північ належить Священній Римській імперії, середню частину займає Папська держава, південь належить Неаполітанському королівству. Деякі міста півночі: Венеція, Піза, Генуя тощо, мають статус міст-республік.
Майже весь Піренейський півострів займають християнські Кастилія (Леон, Астурія, Галісія), Наварра, Арагонське королівство (Арагон, Барселона) та Португалія, під владою маврів залишилися тільки землі на самому півдні. Едуард I Довгоногий є королем Англії (до 1307 року), Вацлав II — Богемії (до 1305 року), а королем Данії — Ерік VI (до 1319 року).
Руські землі перебувають під владою Золотої Орди. Король Русі Лев Данилович править у Києві та Галичі (до 1301), Дмитро Олександрович Переяславський — у Володимиро-Суздальському князівстві (до 1294 року). У Великопольщі княжить Пшемисл II (до 1296 року).
Монгольська імперія займає більшу частину Азії, але вона розділена на окремі улуси, що воюють між собою. У Китаї, зокрема, править монгольська династія Юань. У Єгипті владу утримують мамелюки. Мариніди правлять у Магрибі. Делійський султанат є наймогутнішою державою Північної Індії, а на півдні Індії панують держава Хойсалів та держава Пандья. У Японії триває період Камакура.
Цивілізація мая переживає посткласичний період. Почала зароджуватися цивілізація ацтеків.

## Події

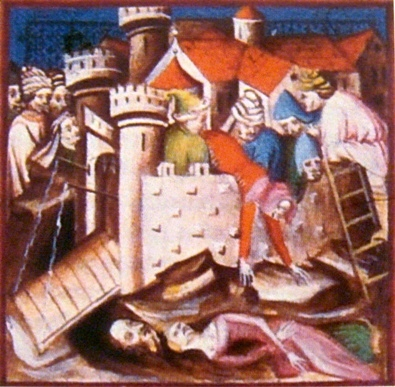
Облога Акри

- У Литві почав княжити Путувер Будивид.
- Токта очолив Золоту Орду.
- Помер король Німеччини Рудольф I. Його спадкоємця оберуть лише наступного року.
- 18 травня мамелюки султана Аль-Ашрафа захопили Акру, останній оплот хрестоносців на Святій землі. Сирія і Палестина підпали під повний контроль Єгипту. Зникло Єрусалимське королівство.
- Залишки госпітальєрів евакуювалися на Кіпр.
- 1 серпня три кантони Швіц, Урі і Унтервальден підписали в Рютлі союзний договір «на вічні часи», щоб разом боротися із ворогами. Нове державне об'єднання стало прообразом Швейцарської конфедерації. З 1891 року, з нагоди 600-річчя союзу, цей день відзначається у Швейцарії як свято.
- Карл II Анжуйський та Альфонсо III підписали угоду, за якою Карл II відмовлявся від претензій на Арагонське королівство, а Альфонсо III обіцяв не допомагати своєму брату Хайме II на Сицилії.
- Хайме II став королем Арагону після смерті свого брата Альфонсо III.
- Шотландські барони звернулися до англійського короля Едуарда I з проханням врегулювати суперечку щодо наслідування шотландського тону.
- Папа римський Миколай IV підтвердив незалежність Сан-Марино.

## Померли
- 15 липня — На 74-му році життя помер Рудольф I, німецький король (з 1273 року), перший із династії Габсбургів.